# Anna Giordano Bruno
Anna Giordano Bruno (ur. 13 grudnia 1980 w San Vito al Tagliamento) – włoska lekkoatletka specjalizująca się w skoku o tyczce.

## Osiągnięcia
- brązowy medal igrzysk śródziemnomorskich (Pescara 2009)
- wielokrotna mistrzyni i rekordzistka kraju

## Rekordy życiowe
- skok o tyczce – 4,60 (2009) były rekord Włoch
- skok o tyczce (hala) – 4,50 (2010) były rekord Włoch